# AB Pictoris
AB Pictoris (AB Pic) è una stella variabile della costellazione del Pittore.
È una stella di tipo K (una nana arancione), distante circa 163 a.l., identificata come membro della giovane associazione Tucano-Orologio. Viene anche classificata come variabile BY Draconis.

## Sistema planetario da AB Pictoris

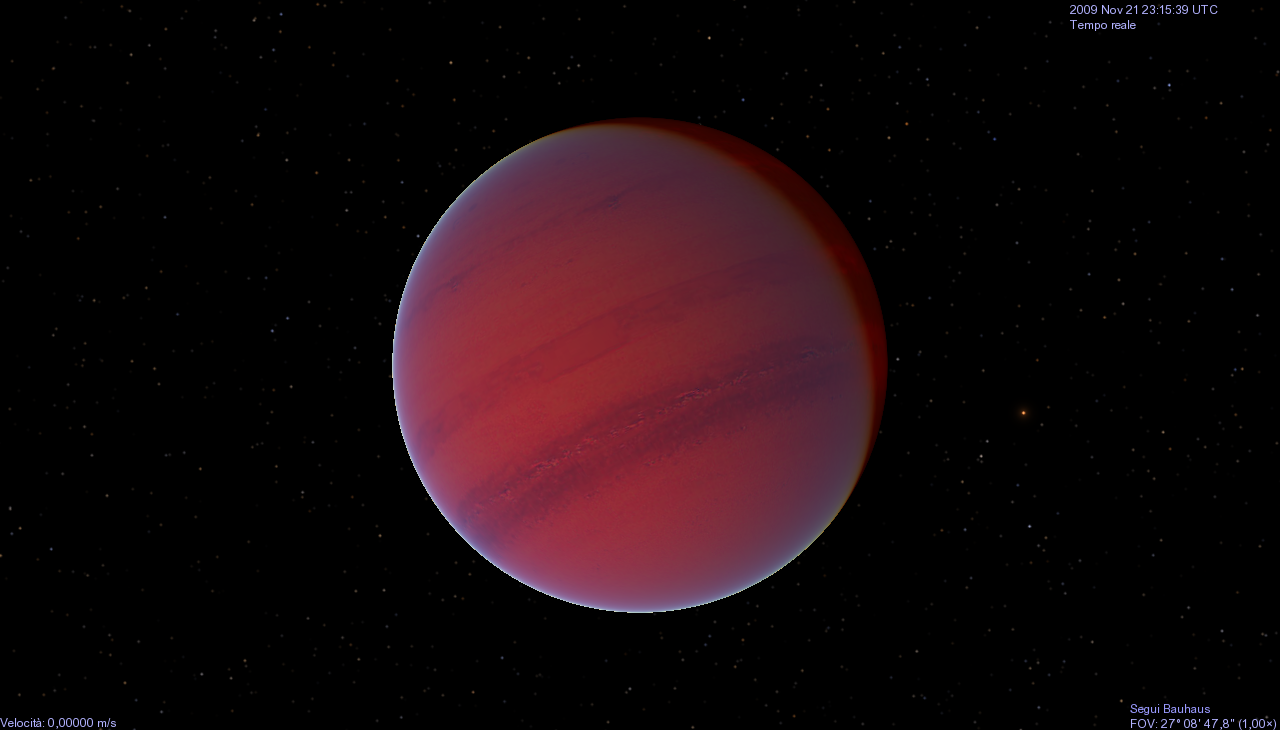
Rappresentazione artistica del compagno di Ab Pictoris

Nel 2003 e 2004 alcuni astronomi dell'ESO hanno osservato un oggetto (ora catalogato come AB Pictoris b) molto vicino alla stella. Poiché condivideva il moto proprio con AB Pictoris, si concluse che esso era fisicamente legato alla stella e con tipo spettrale stimato tra L0V e L3V. Da modelli evolutivi si è stimata una massa compresa tra 13 e 14 volte quella del pianeta Giove, MJ. La stima di tali oggetti giovani è però piuttosto difficile tanto che altri modelli indicano una massa minore, pari a 11 MJ e alcuni invece parlano addirittura di 70 MJ. L'oggetto appare simile a GQ Lupi b, anche se più antico.
Le stime sulla temperatura oscillano tra 1600 e 2400 K. Poiché non è chiaro se la massa dell'oggetto superi il limite delle 13 MJ necessario per innescare la fusione del Deuterio, non è chiaro se l'oggetto sia classificabile come pianeta extrasolare o nana bruna. Se fosse una nana bruna, con una velocità di rotazione di 2,1 ore, sarebbe la nana bruna che ruota più velocemente su se stessa conosciuta.

### Prospetto
I dati attualmente disponibili sui componenti del sistema planetario di AB Pictoris sono:
AB Pictoris b, la sua formazione e i suoi parametri orbitali sono stati studiati nel 2022; in questo studio viene indicato un forte disallineamento tra l'asse di rotazione e l'inclinazione orbitale rispetto alla stella. Secondo gli astronomi ciò suggerisce la presenza di un pianeta gigante gassoso con una massa di 6 MJ e un'orbita con un semiasse maggiore compreso tra 2 e 10 UA.
| Pianeta | Massa   | Raggio   | Periodo orb. | Sem. maggiore  | Scoperta |
| ------- | ------- | -------- | ------------ | -------------- | -------- |
| b       | 10±1 MJ | ~1,55 rJ | —            | 190+200 −50 UA | 2005     |
| c*      | 6 MJ    | —        | —            | 6±4 UA         |          |

* Non confermato